# Tom Piccirilli
Tom Piccirilli (* 27. Mai 1965 in New York City; † 11. Juli 2015) war ein US-amerikanischer Horror- sowie Thriller-Autor.

## Leben
In den Jahren 2000, 2002, 2003 und 2004 wurde er mit dem Bram Stoker Award der Horror Writers Association (HWA) geehrt.
Für seine Werke The Midnight Road (2008) und The Coldest Mile (2010) wurde Piccirilli jeweils mit dem International Thriller Award in der Kategorie Bester Roman als Originaltaschenbuch ausgezeichnet.

## Werke
Eine Auswahl seiner sehr zahlreichen Werke:
- The Coldest Mile, Bantam 2009, ISBN 978-0-553-59085-2.
- Shadow Season: A Novel, Bantam 2009, ISBN 978-0-553-59247-4.
  - Der Geruch von Blut (übersetzt von Nicolai von Schweder-Schreiner), Heyne, München 2011, ISBN 978-3-453-67596-4.
- The Dead Letters: A Novel, Bantam 2006, ISBN 978-0-553-38407-9.
  - Killzone (übersetzt von Nicolai von Schweder-Schreiner), Heyne, München 2008, ISBN 978-3-453-67547-6.
- The Midnight Road, Bantam 2007, ISBN 978-0-739-48617-7.
  - Schmerz (übersetzt von Nicolai von Schweder-Schreiner), Heyne, München 2009, ISBN 978-3-453-67549-0.